# Ugo Humbert
Pour les articles homonymes, voir Humbert.
Ugo Humbert, né le 26 juin 1998 à Metz (Moselle), est un joueur de tennis français, professionnel depuis 2016.

## Carrière

### Carrière junior
Repéré par la Fédération française de tennis, Ugo Humbert entre au pôle France de Poitiers à douze ans. Ses débuts chez les juniors sont marqués par de nombreuses blessures liées à sa croissance qui l'empêchent de jouer pendant un an et demi.
À l'âge de seize ans, il intègre l'INSEP et est entraîné au sein d'un groupe de jeunes jusqu'à ses dix-huit ans, période durant laquelle il va amorcer sa transition chez les professionnels malgré plusieurs mois de blessures.
En double, il atteint la finale de l'Abierto Juvenil Mexicano 2015 (grade A du circuit ITF Junior) au côté de Geoffrey Blancaneaux.
Il atteint son meilleur classement junior en janvier 2016, à la 18e place mondiale.

### 2017. Premier titre en Future et première victoire sur un top 100
Ugo Humbert décroche son premier titre professionnel au Future de Bagnères-de-Bigorre où il est entré avec une wild-card. Il obtient ensuite une invitation pour les qualifications du tournoi ATP de Metz, où il passe un tour.
En novembre, il bat l'Italien Thomas Fabbiano, 73e mondial, au premier tour des qualifications du Master de Paris-Bercy, obtenant ainsi sa première victoire sur un joueur du top 100 de l'ATP.

### 2018. Entrée dans le top 100 et 3 titres en Challenger
À Roland Garros, pour ses débuts en Grand Chelem, il ne passe pas le premier tour des qualifications.
Ugo Humbert remporte son premier titre Challenger à Ségovie en août 2018. Les semaines précédentes, également sur le circuit Challenger, il avait déjà atteint les finales à Gatineau et à Granby.
À l'US Open 2018, Humbert parvient à se qualifier pour le tableau principal. Il remporte alors son premier match sur le circuit principal en battant Collin Altamirano (345e) avant de s'incliner au deuxième tour face à Stanislas Wawrinka en quatre sets.
Début septembre, il atteint une nouvelle finale en Challenger à l'Open de Cassis-Provence, s'inclinant 6-2, 6-3 contre son compatriote Enzo Couacaud, ce qui lui permet de monter au 104e rang mondial. Il enchaîne la semaine suivante à l'Open de Moselle où il bénéficie d'une invitation. Il passe le premier tour face à l'Australien Bernard Tomic avant de s'incliner face au Géorgien Nikoloz Basilashvili en trois sets accrochés.
Mi-octobre, il remporte son deuxième titre Challenger à Ortisei en battant en finale Pierre-Hugues Herbert (55e mondial), ce qui lui permet de rentrer pour la première fois dans le top 100, à la 99e place. Ces bons résultats lui valent d'être invité à disputer le Master de Paris-Bercy. Il y est battu dès le premier tour par Adrian Mannarino.
Le 25 novembre, il remporte son troisième titre Challenger à Andria en battant en finale l'Italien Filippo Baldi. Cette victoire lui permet d'atteindre son meilleur classement en carrière (84e) et lui assure une qualification pour l'Open d'Australie en janvier 2019.

### 2019. Première victoire sur un top 20, premier 1/8 en Grand Chelem et 3 titres en Challenger
Lors de l'Open d'Australie, il s'incline contre son compatriote Jérémy Chardy après un combat de quatre heures et cinq sets qui s'achève par un super tie-break en dix points gagnants pour la première fois de l'histoire de l'Open d'Australie.

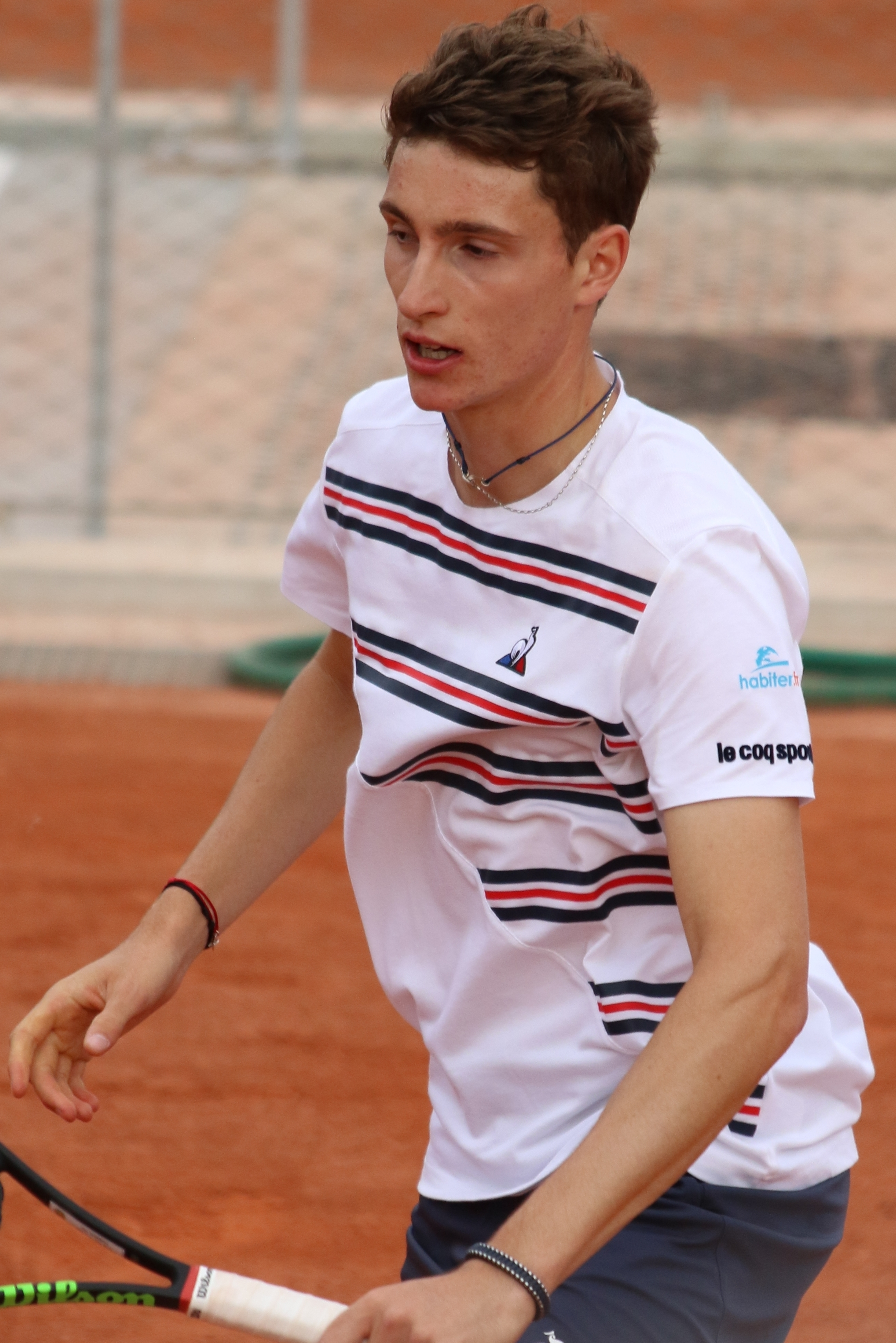
Ugo Humbert au tournoi de Roland-Garros en 2019.

Le 17 février, il remporte le quatrième titre Challenger de sa carrière à Cherbourg. Cette victoire le place dès le lendemain à son meilleur classement en carrière avec la 75e place mondiale. Cela lui permet d'obtenir une invitation à l'Open 13 de Marseille, un ATP 250 où il bat au premier tour le Letton Ernests Gulbis (6-3, 7-63), puis en huitièmes de finale le premier top 20 de sa carrière en la personne du Croate Borna Ćorić (13e mondial), sur le score de (6-3, 6-3). En quarts de finale, il dispose de l'Allemand Matthias Bachinger (6-3, 6-3), mais échoue en demi-finale face au Kazakh Mikhail Kukushkin (4-6, 4-6).
Début juillet à Wimbledon, il atteint pour la première fois de sa carrière les huitièmes de finale d'un tournoi du Grand Chelem, à tout juste 21 ans. Il était pourtant mené 2 sets à 0 lors de son entrée en lice face à Gaël Monfils, avant que celui-ci n'abandonne dans la cinquième manche après avoir été remonté de 2 sets. Il bat ensuite Marcel Granollers, puis sort le jeune Canadien Félix Auger-Aliassime au 3e tour sur le score de (6-4, 7-5, 6-3), avant de s'incliner (3-6, 2-6, 3-6) en 1 h 42 face au tenant du titre et numéro un mondial Novak Djokovic.
Grâce à ses bons résultats, il commence le tournoi de Newport en tant que tête de série no 4. Il atteint les demi-finales en battant le finaliste de la dernière édition, l'Indien Ramkumar Ramanathan sur le score de (7-65, 6-0), puis le Biélorusse Ilya Ivashka (7-5, 3-6, 6-2), avant de s'incliner face au futur lauréat John Isner (7-64, 65-7, 3-6).
En septembre, il remporte son cinquième titre Challenger à Istanbul, battant en finale l'Ouzbek Denis Istomin (6-2, 6-2). À la mi-octobre, il atteint les demi-finales du tournoi d'Anvers en battant successivement Jozef Kovalík (6-4, 7-5), le local et favori David Goffin (14e mondial) en deux sets (6-3, 6-1), puis l'Argentin Guido Pella (20e mondial) en trois sets serrés (5-7, 6-4, 6-4), avant de chuter contre l'Écossais Andy Murray, revenu après une blessure à la hanche et futur vainqueur du tournoi (6-3, 5-7, 2-6). Dans la foulée, alors qu'il est tête de série no 1 du tournoi, il remporte le Challenger de Brest en dominant en finale le Russe Evgeny Donskoy (6-2, 6-3). Toutefois, au Masters 1000 de Paris-Bercy, alors qu'il enchaîne une quatrième semaine de compétition d'affilée, il se fait sortir au 1er tour par Grigor Dimitrov sur le score de (6-4, 1-6, 2-6), après avoir remporté la première manche, mais calé dans les deux suivantes.
Grâce aux points accumulés au cours de l'année, il se qualifie pour les Next Gen ATP Finals, compétition se déroulant à Milan du 5 au 9 novembre et réunissant les 8 meilleurs joueurs de 21 ans et moins. Il est éliminé en poules après deux défaites contre Mikael Ymer et Frances Tiafoe malgré une victoire sur Jannik Sinner (sans enjeu pour l'Italien).

### 2020. Deux titres ATP à Auckland et à Anvers et première victoire sur un top 10
Le 17 janvier, à Auckland, il bat Benoît Paire en finale (7-62, 3-6, 7-65) après avoir notamment vaincu deux joueurs du top 20, John Isner en demi-finale (7-65, 6-4), et Denis Shapovalov en quart de finale (7-5, 6-4).
Dans un contexte de reprise progressive du circuit après l'arrêt dû à la pandémie de covid-19, il atteint le second tour à l'US Open où il perd contre l'Italien Matteo Berrettini. 
Par la suite, en septembre, il commence sa tournée sur terre battue au Masters 1000 de Rome, au cours duquel il remporte ses deux premières victoires consécutives sur cette surface et dans cette catégorie de tournois contre Kevin Anderson et Fabio Fognini (13e mondial), avant de s'incliner face à Denis Shapovalov (14e mondial) dans un match décousu en trois manches. Sur sa lancée, il enchaîne au tournoi de Hambourg en atteignant les quarts de finale, après avoir battu au premier tour pour la première fois un joueur du top 10, en la personne de Daniil Medvedev (5e mondial), sur le score de 6-4, 6-3.
Le 25 octobre, il défait Alex de Minaur (29e mondial) en finale du tournoi ATP 250 d'Anvers, après avoir notamment écarté Pablo Carreño Busta (15e mondial) en huitièmes de finale ainsi que Daniel Evans (35e mondial) en quarts de finale.
Début novembre, au Masters 1000 de Paris-Bercy, Ugo Humbert bat successivement Casper Ruud (27e mondial), Stéfanos Tsitsipás (6e mondial) et Marin Čilić, avant de s'incliner en quarts de finale contre le Canadien Milos Raonic (14e mondial) malgré deux balles de match.

### 2021. Premier titre en ATP 500 mais déception en Grand Chelem
La première partie de la saison 2021 est mitigée pour Humbert, qui est éliminé dès le deuxième tour à l'Open d'Australie après une bataille de cinq set accrochés contre l'Australien Nick Kyrgios. À la suite de cela, il atteint les quarts de finale de l'Open Sud de France, où il perd en deux sets contre l'Espagnol Roberto Bautista-Agut. Puis, il est éliminé dès le premier match à Rotterdam face à Jérémy Chardy. Il atteint ensuite les demi-finales de l'Open 13 de Marseille, battu par Pierre-Hugues Herbert. Sur la surface dure de Miami, il tombe face au Canadien Milos Raonic dès le deuxième tour.
Dès le début de sa tournée sur terre battue, il tombe face à John Millman, au premier tour du Master de Monte-Carlo. Sur les six matchs suivants disputés sur terre battue, il ne va en gagner qu'un seul, face à l'Italien Marco Cecchinato. Le Messin va ainsi s'arrêter au premier tour de Roland-Garros, où il n'a encore jamais gagné au cours de sa jeune carrière,.
La suite de la saison sur gazon est à l'inverse plus fructueuse pour Humbert, un quart de finale pour débuter à Stuttgart défait par Félix Auger-Aliassime en deux tie-break. Mais il se rattrapera la semaine suivante en battant Sam Querrey, puis notamment Alexander Zverev à Halle, c'est-à-dire le troisième top 10 de sa carrière, et le premier de 2021. Il atteint les demi-finales après avoir battu Sebastian Korda en trois sets et rejoint ainsi Félix Auger-Aliassime. Il prendra alors sa revanche face au Canadien le battant en 3 sets au terme d'un combat acharné. Il rejoindra donc le Russe Andrey Rublev pour leur première confrontation de la saison, leur troisième en tout (2-0 Rublev), lors de sa première finale en ATP 500, s'offrant ainsi une chance de battre un quatrième top 10. Il remporte ce qui est alors le meilleur tournoi de sa carrière, après 4 matchs en trois sets dans les jambes, il s'impose (6-3, 7-6), s'offrant ainsi son troisième titre sur le circuit professionnel, son premier en ATP 500, et son quatrième top 10 en un match.
Il continue sa saison à l'ATP 250 de Majorque. Il est cependant forcé d'abandonner au deuxième tour à cause d'une intoxication alimentaire, ne voulant prendre aucun risque à cinq jours de Wimbledon. Il perd cependant au premier tour du Grand Chelem anglais dans un match en cinq sets contre l'Australien Nick Kyrgios.
Il atteint les quarts de finale des Jeux olympiques de Tokyo, après avoir battu Stéfanos Tsitsipás notamment mais perd ensuite contre le Russe Karen Khachanov.
Il enchaîne des résultats peu convaincants à la Coupe Rogers puis au Masters 1000 de Cincinnati.
Il enchaîne ensuite les défaites, à l'US Open, au tournoi de Metz et au Challenger d'Orléans, puis met fin prématurément à sa saison sans en expliquer la raison.

### 2022. Début de saison difficile et sortie du top 100, un7etitre en Challenger
Début 2022, Ugo Humbert réalise une grosse sensation en battant le numéro 2 mondial Daniil Medvedev, ce qui donne alors de l'ambition pour le reste de la saison.
Mais les mois suivant ne vont pas se passer comme prévu. En effet, jusqu'au mois de Mai, Ugo Humbert va s'incliner sept fois en neuf rencontres. 
Lors de l’édition 2022 du tournoi allemand Halle, il n’arrive pas à dépasser la 2e tour où il est battu par le polonais Hurkacz 7/6-6/3. Il perd donc les points du classement ATP qu’il avait gagné lors de sa victoire de l’édition 2021 et sort du Top 100. 
La semaine suivante, Ugo Humbert est défait dès le premier tour au tournoi d'Eastbourne par Thiago Monteiro.
Il parvient à se ressaisir quelques jours plus tard lors du tournoi de Wimbledon. En effet, il bat Thomas Martin Etcheverry en 5 sets, puis Casper Ruud, alors tête de série n° 3, en 4 sets (3-6, 6-2, 7-5, 6-4). Il s'agit alors de sa première victoire sur un top 10 dans un tournoi du Grand Chelem. Il est ensuite défait par David Goffin en 4 sets (6-4, 5-7, 2-6, 5-7).
En septembre, il remporte le Challenger de Rennes en battant en finale Dominic Thiem (6-3, 6-0).

### 2023. 1/4 de finale à Shanghai et titre à Metz.
Il retrouve le tableau principal d'un ATP 250 en Janvier 2023, au Tournoi de tennis d'Auckland, où il s'incline au premier tour face à l'Américain Christopher Eubanks (6-7, 6-7). Présent à l'Open d'Australie, il réalise un meilleur parcours en éliminant au premier tour son compatriote Richard Gasquet récemment vainqueur du Tournoi de tennis d'Auckland en trois sets (6-3, 6-4, 6-3), il enchaîne au second tour en battant l'Américain Denis Kudla en quatre sets (6-2, 6-7, 6-2, 6-4) ce qui lui permet de réaliser son meilleur parcours au grand chelem australien. Il sera cependant vaincu par le Danois Holger Rune au 3e tour en trois sets (4-6, 2-6, 6-7) mais retrouvera une place dans le top 100 du Classement ATP.
Après deux succès encourageants en Coupe Davis face à la Hongrie, il participe à l'Open Sud de France de Montpellier au début du mois de février. Opposé à l'e
Espagnol Alejandro Davidovich Fokina, Humbert fait dans un premier temps un match de très haut niveau en remportant la première manche 6 jeux à 1, et en assurant le dé-break pour emmener l'Espagnol dans un tie-break. Mené 4-1 dans ce dernier, il chute violemment sur un point et abandonne le match à cause de douleurs après avoir perdu le set. Il se veut cependant rassurant et affirme "Rien de cassé, je suis confiant". 
Il se relance à l'Open de Pau où il atteint la finale et est vaincu en 3 sets par Luca Van Assche. Initialement inscrit aux qualifications au Masters d'Indian Wells, il intègre finalement le tableau principal du tournoi américain en bénéficiant de nombreux forfaits. Il triomphe en deux manches de l'Espagnol Bernabé Zapata Miralles (6-2, 7-6) et s'offre un deuxième tour face à la tête de série numéro 25 Denis Shapovalov au second tour. Il s'impose pour la deuxième fois de sa carrière face au Canadien (7-5, 6-4) et retrouve le Russe Andrey Rublev au 3e tour. Face au numéro 7 mondial, Humbert s'incline en deux manches (5-7, 3-6). Il intègre cependant le tableau principal de l'Open de Miami à la suite du forfait de son compatriote Benjamin Bonzi. Il s'y incline au 2e tour face au Serbe Kecmanović (4-6, 7-6, 6-7) après avoir manqué dix balles de break. Un match similaire arrive à Humbert au premier tour du Tournoi de Monte-Carlo, où il s'incline au premier tour face à Lorenzo Sonego après avoir manqué 3 balles de match face à l'Italien. (6-3, 5-7, 5-7).
Eliminé au premier tour à Munich face à Christopher O'Connell (4-6, 4-6) et à Madrid face à Emil Ruusuvuori (6-7, 6-7), il s'engage au Challenger de Cagliari en Italie où il dispose de Gianluca Mager et Andrea Pellegrino, avant de renverser le Japonais Taro Daniel et ce après avoir été mené d'un set et d'un break, dans un combat de 4h13, (6-7, 7-6, 6-4). Il écarte en demi-finales le Colombien Daniel Elahi Galán en deux manches (6-2, 7-6) pour obtenir une place en finale où il bat le Serbe Laslo Djere (4-6, 7-5, 6-4). À Rome, après une nouvelle défaite d'entrée face au Finlandais Ruusuvuori, Humbert s'engage au Challenger de Bordeaux qu'il remporte. Cette victoire lui permet de gagner 175 points ATP et de se rapprocher du top 32 mondial.
Classé 40e au classement ATP, il obtient sa première victoire à Roland-Garros en cinq participations face à son compatriote Adrian Mannarino en trois manches (6-3, 6-3, 6-1). Il s'incline au second tour, contre l'Italien Lorenzo Sonego (4-6, 3-6, 6-7).
Il retrouve les demi-finales d'un tournoi du circuit principal en juillet, à Newport sur gazon. Tête de série numéro 4, il élimine l'Américain Steve Johnson (6-4, 6-4) avant de battre le résurgent Kevin Anderson en quarts de finale (6-2, 6-4). Il échoue en demi-finales face à son compatriote et futur vainqueur du tournoi, Adrian Mannarino (4-6, 3-6). 
La semaine suivante, Humbert s'engage au Tournoi d'Atlanta. Il renverse au premier tour Constant Lestienne (4-6, 7-5, 7-5), puis dispose du Sud-Africain Lloyd Harris en deux manches (7-6, 6-4). Il affronte en quarts de finale le tenant du titre Alex de Minaur. Humbert remporte son premier match face à un joueur du top 20 mondial depuis un an en éliminant l'Australien (7-6, 6-3) et se qualifiant pour sa deuxième demi-finale consécutive en ATP250. Il s'y incline cependant face au qualifié Aleksandar Vukic
Inscrit la semaine suivante à Washington, Humbert élimine l'Australien Thanasi Kokkinakis après avoir été mené d'une manche, avant de battre au troisième tour Yosuke Watanuki. Blessé à la jambe avant son quart de finale face à Grigor Dimitrov, Humbert déclare forfait avant de disputer le match pour se préserver au Master de Toronto, malgré une victoire face au Chilien Nicolás Jarry, le parcours du Français s'arrête dès le deuxième tour face au numéro 9 mondial Taylor Fritz. Le scénario se reproduit à Cincinnati où il cède au deuxième tour face à Tommy Paul.
À la suite d'une défaite décevante face à Matteo Berrettini au premier tour de l'US Open, Humbert reprend de la forme lors de la tournée chinoise. Il se hisse en quart de finale à Pékin en battant Lorenzo Sonego (7-5, 3-6, 6-0), puis le numéro 6 mondial Andrey Rublev (5-7, 6-3, 7-6). C'est sa première victoire face à un joueur du top 10 mondial depuis plus d'un an. Son parcours s'arrête en quarts de finale à la suite d'un match accroché face au troisième mondial Daniil Medvedev (4-6, 6-3, 1-6). C'est ensuite à Shanghai qu'il s'illustre. 32e tête de série du tournoi, Humbert bat Botic van de Zandschulp en trois manches au second tour (6-4, 1-6, 6-2), puis le sixième mondial Stéfanos Tsitsipás (6-4, 3-6, 7-5). C'est sa deuxième victoire contre un membre du top 10 du mois, sa troisième victoire contre le Grec. En huitièmes de finale il expédie sa rencontre face à l'américain J.J Wolf (6-1, 6-2) en 54 minutes. Il retrouve pour la première fois les quarts de finale d'un Master 1000 depuis celui de Bercy en 2020. Il est logiquement battu à ce stade par le Russe Andrey Rublev, septième joueur mondial (2-6, 3-6).
Il fait le choix de ne pas participer à l'European Open d'Anvers pour récupérer de son parcours en Chine, il reprend ainsi la compétition aux Swiss Indoors, à Bâle. Il y élimine au premier tour l'Américain Marcos Giron en trois manches (6-3, 4-6, 7-6) après avoir sauvé une balle de match, au second tour il bat la septième tête de série, le Chilien Nicolás Jarry (7-6, 7-6) et le jeune Suisse Dominic Stricker en quarts (6-4, 2-6, 6-2). Il retrouve les demi-finales d'un tournoi de niveau ATP 500 pour la première fois depuis son sacre à Halle, plus de deux ans auparavant. Il a pour adversaire le Polonais Hubert Hurkacz, tout juste titré à Shanghai, et il s'incline logiquement (4-6, 6-3, 6-7), non sans opposer une belle résistance.
Il s'impose en finale de l'Open de Moselle face à Alexander Shevchenko sur le score de 6-3, 6-3, devient à cette occasion numéro 1 français et atteint la 20e place à l'ATP.

### 2024. 1/8 à Wimbledon,2etitre en ATP 500 à Dubaï, victoire à Marseille, finale à Paris et top 15 mondial.
Il commence sa saison à Brisbane, où, malade, il est contraint d'abandonner avant de disputer le deuxième tour face à Jordan Thompson. S'étant reposé pour disputer l'Open d'Australie en tant que tête de série, Humbert écarte le belge David Goffin (6-2, 7-5, 5-7, 6-3), puis le chinois Zhang Zhizhen (6-2, 5-7, 6-1, 7-63) tous deux en quatre manches. Son parcours s'achève comme l'année précédente 3ème tour, cette fois contre Hubert Hurkacz (6-3, 1-6, 6-7, 3-6). Début février, il se qualifie pour la troisième fois de sa carrière en demi-finale de l’Open 13 en battant Alejandro Davidovich Fokina,. Il y retrouve à nouveau Hubert Hurkacz et arrive cette fois à prendre le meilleur, en s'imposant en deux manches (6-4, 6-4). En finale contre Dimitrov, il s'impose (6-4, 6-3) et remporte sa 5e finale de suite sur le tournoi ATP.
En méforme à la moitié du mois de février, il s'incline dès son entrée en lice à Rotterdam face à Emil Ruusuvuori (65-7, 6-4, 3-6) puis à Doha où il chute en quarts face à Gaël Monfils (2-6, 4-6). Humbert participe en tant que cinquième tête de série au tournoi de Dubaï. Il y prend au premier tour sa revanche sur Gaël Monfils (4-6, 6-3, 6-3) avant de s'imposer face à Andy Murray (6-2, 6-4). Opposé à Hubert Hurkacz en quarts, Humbert parvient à sauver trois balles de match face au numéro huit mondial avant de prendre les devants dans les deuxième et troisième sets (3-6, 7-68, 6-3) et se qualifier pour les demi-finales du tournoi. Il y affronte le numéro quatre mondial Daniil Medvedev, qu'il bat en deux sets (7-5, 6-3). Enfin, en finale, il domine le Kazakh Alexander Bublik en deux manches (6-4, 6-3) et s'adjuge le deuxième tournoi de catégorie ATP 500 de sa carrière. C'est sa 6e victoire en 6 finales sur le circuit ATP. Cette victoire est aussi synonyme de meilleur classement en carrière pour Humbert qui intègre le top 15 mondial, en se classant 14e.
Comme l'année précédente, il atteint et s'arrête au troisième tour à Indian Wells mi-mars, ayant disposé du jeune Américain Patrick Kypson (6-4, 6-4) et étant sorti comme la saison passée à Cincinnati par le local Tommy Paul, vainqueur à Dallas et finaliste à Delray Beach quelques semaines plus tôt sur le même score. Il écarte le Néerlandais Botic van de Zandschulp (6-4, 6-3) à Miami mais ne parvient pas à franchir le troisième tour en étant surpris et renversé par l'Allemand Dominik Köpfer (6-3, 4-6, 3-6). Débutant la tournée sur terre battue européenne à Monte-Carlo début avril, il y gagne son premier match, renversant le cours du jeu contre la qualifié Argentin Federico Coria (4-6, 6-1, 6-2) avant de tomber le Chinois Zhang Zhizhen (6-1, 6-4). Profitant d'une partie de tableau où le numéro deux mondial Carlos Alcaraz est absent pour forfait, il renverse de nouveau le cours de la rencontre contre l'Italien repêché Lorenzo Sonego, ancien quart de finaliste ici-même (5-7, 6-3, 6-1). Cette victoire lui permet de s'offrir un troisième quart de finale en Masters 1000 dans sa carrière. Il est opposé au terrien Casper Ruud, deux fois finaliste à Roland Garros qui s'impose en trois manches (3-6, 6-4, 1-6). Il gagne ensuite son premier match à Madrid contre le Hollandais Botic van de Zandschulp (6-3, 6-3) mais est sorti par le finaliste surprise de l'année passée Jan-Lennard Struff (5-7, 4-6), tout juste auréolé de son premier titre à Munich.
Il sort mi-juin pour le début de la saison sur gazon son jeune compatriote Arthur Fils (6-3, 7-6) à s'Hertogenbosh ainsi que le local Gijs Brouwer (4-6, 6-3, 6-3) avant de perdre contre la tête de série numéro une Alex de Minaur (6-7, 3-6) qui obtient à l'issue du tournoi son meilleur classement jusqu'alors. Il enchaîne une seconde défaite serrée au premier tour du Queen's contre l'Italien Matteo Arnaldi (6-3, 1-6, 6-7) et une troisième à Majorque en tant que tête de série numéro deux contre le vétéran Roberto Bautista-Agut (6-3, 3-6, 4-6).
Malgré tout, il réalise un bon tournoi à Wimbledon, où il parvient à résister au Kazakhe Alexander Shevchenko au premier tour après un gros combat (6-1, 4-6, 7-62, 63-7, 6-1) puis à se débarrasser du Néerlandais Botic van de Zandschulp en trois manches (7-69, 6-1, 6-3). Il bat ensuite l'Américain Brandon Nakashima en quatre manches (7-69, 6-4, 65-7, 7-66) dans un match haché par les interruptions liées à la pluie. Il retrouve pour la deuxième fois de sa carrière les huitièmes de finale d'un tournoi du Grand Chelem. Il y affronte le numéro trois mondial et tenant du titre Carlos Alcaraz et livre une prestation honorable, s'inclinant en quatre manches (3-6, 4-6, 6-1, 5-7). Il déçoit la semaine suivante à Gstaad en perdant d'entrée contre le modeste Brésilien Gustavo Heide, 178e joueur mondial (7-6, 2-6, 3-6).
Il parvient fin début octobre en finale pour la troisième fois de la saison d'un tournoi ATP, à Tokyo. Après plusieurs succès faciles sur l'invité Japonais Shintaro Mochizuki (6-1, 6-2) et Brandon Nakashima (6-3, 6-2), il profite de l'abandon du récent demi-finaliste de l'US Open Jack Draper (7-5, 2-1 ab.) et lâche une manche contre le Tchèque Tomáš Macháč (6-3, 3-6, 6-2). Confronté à son jeune compatriote Arthur Fils, il obtient une balle de match mais perd pour la première fois une finale sur le circuit ATP (7-5, 6-7, 3-6). Il joue deux autres joueurs Français à Shanghaï, Arthur Cazaux qu'il élimine facilement (6-3, 6-2) et le vétéran Gaël Monfils contre qui il s'incline (6-7, 6-2, 1-6). Il s'envole pour la tournée européenne et s'incline au deuxième tour de Bâle contre le vétéran et ancien Top 10 David Goffin, repêché des qualifications malgré trois balles de match (6-3, 1-6, 6-7) après avoir lutté difficilement contre le qualifié Suisse Jérôme Kym (6-4, 6-7, 7-5).
Après ce tournoi, il enchaîne avec le dernier Masters 1000 de la saison, le  Rolex Paris Masters, pour lequel il nourrit de grandes ambitions . Le tirage l'oppose au premier tour à Brandon Nakashima, joueur qui a su se montrer dangereux lors de la tournée estivale américaine cette année. Il s'impose en 3 sets (6-3, 4-6, 6-4) et accède au tour suivant où il se défait aisément d'un autre américain, Marcos Giron (6-3, 6-2). En huitièmes de finales, il affronte le numéro 2 mondial Carlos Alcaraz et parvient à s'imposer au terme d'un match intense et spectaculaire (6-1, 3-6, 7-5). Il égale ainsi sa meilleure victoire en carrière et son meilleur résultat dans un Masters 1000. Il parvient à se qualifier en demi-finale en s'imposant face à l'Australien Jordan Thompson en 2 sets (6-2, 7-64). Il enchaîne en demi-finale par une victoire face à Karen Khachanov (6-7, 6-4, 6-3) se qualifiant ainsi pour la finale face à Alexander Zverev, qu'il perd 6-2,6-2.

### 2025. 1/8eà l'Open d'Australie, titre à Marseille
Il s'impose laborieusement en trois manches à l'Open d'Australie contre deux qualifiés, l'Italien Matteo Gigante (7-6, 7-5, 6-4) et le Libanais Hady Habib qui est devenu à l'occasion du tournoi le premier joueur de son pays à remporter un match en Grand Chelem (6-3, 6-4, 6-4). Il rencontre au troisième tour son jeune compatriote Arthur Fils dont il profite de l'abandon (4-6, 7-5, 6-4, 1-0 ab.) pour se qualifier pour la première fois de sa carrière en deuxième semaine du Majeur australien. Il y affronte le numéro deux mondial Alexander Zverev, demi-finaliste la saison passée. Malgré une deuxième manche de qualité, il s'incline (1-6, 6-2, 3-6, 2-6).
Impérial, il conserve son titre à Marseille sans perdre une seule manche, rejoignant au nombre de titre son compatriote Gilles Simon et le Grec Stéfanos Tsitsipás. Profitant d'un tableau ouvert, il se défait du fantasque Alexander Bublik (7-6, 6-4), de l'Italien récent quart de finaliste de l'Open d'Australie Lorenzo Sonego (6-4, 6-4), du Belge Zizou Bergs sur le même score et du jeune Serbe Hamad Medjedović (7-6, 6-4) pour remporter son septième titre sur le circuit.
Après une semaine de repos, il s'envole à Dubaï défendre son titre. Malgré une performance éclatante contre le Tchèque Jiří Lehečka (6-3, 6-0), il est renversé dès le deuxième tour par le Néerlandais Tallon Griekspoor lors du tournoi émirati (6-4, 3-6, 2-6).

## Style de jeu
Gaucher avec un revers à deux mains, Ugo Humbert est, d'après son ancien entraîneur Cédric Raynaud, « un attaquant pur et dur » qui n'hésite pas à monter à la volée.
Doté d'un bon service et d'un revers à plat, il est particulièrement à l'aise dans des conditions de jeu rapides, comme le dur intérieur ou le gazon.
Cependant, au regard de ses progrès sur terre battue au cours de l'année 2020, son style de jeu tend à évoluer vers une plus grande polyvalence. Il n'hésite plus à faire durer l'échange et cherche davantage à varier entre attaque et défense.

## Palmarès

### Titres en simple messieurs
| No | Date       | Nom et lieu du tournoi                      | Catégorie | Dotation    | Surface      | Finaliste            | Score           |          |
| -- | ---------- | ------------------------------------------- | --------- | ----------- | ------------ | -------------------- | --------------- | -------- |
| 1  | 13-01-2020 | ASB Classic, Auckland                       | ATP 250   | 546 355 $   | Dur (ext.)   | Benoît Paire         | 7-62, 3-6, 7-65 | Parcours |
| 2  | 19-10-2020 | European Open, Anvers                       | ATP 250   | 394 800 €   | Dur (int.)   | Alex de Minaur       | 6-1, 7-64       | Parcours |
| 3  | 14-06-2021 | Noventi Open, Halle                         | ATP 500   | 1 318 605 € | Gazon (ext.) | Andrey Rublev        | 6-3, 7-64       | Parcours |
| 4  | 05-11-2023 | Moselle Open, Metz                          | ATP 250   | 562 815 €   | Dur (int.)   | Alexander Shevchenko | 6-3, 6-3        | Parcours |
| 5  | 05-02-2024 | Open 13 Provence, Marseille                 | ATP 250   | 724 015 €   | Dur (int.)   | Grigor Dimitrov      | 6-4, 6-3        | Parcours |
| 6  | 26-02-2024 | Dubaï Duty Free Tennis Championships, Dubaï | ATP 500   | 2 941 785 $ | Dur (ext.)   | Alexander Bublik     | 6-4, 6-3        | Parcours |
| 7  | 10-02-2025 | Open 13 Provence, Marseille                 | ATP 250   | 740 730 €   | Dur (int.)   | Hamad Medjedović     | 7-64, 6-4       | Parcours |

### Finales en simple messieurs
| No | Date       | Nom et lieu du tournoi                                 | Catégorie    | Dotation    | Surface    | Vainqueur        | Score          |          |
| -- | ---------- | ------------------------------------------------------ | ------------ | ----------- | ---------- | ---------------- | -------------- | -------- |
| 1  | 25-09-2024 | Kinoshita Group Japan Open Tennis Championships, Tokyo | ATP 500      | 1 818 380 $ | Dur (ext.) | Arthur Fils      | 5-7, 7-66, 6-3 | Parcours |
| 2  | 28-10-2024 | Rolex Paris Masters, Paris                             | Masters 1000 | 5 950 575 € | Dur (int.) | Alexander Zverev | 6-2, 6-2       | Parcours |

### Finale en double messieurs
| No | Date       | Nom et lieu du tournoi       | Catégorie | Dotation  | Surface      | Vainqueurs                   | Partenaire     | Score            |          |
| -- | ---------- | ---------------------------- | --------- | --------- | ------------ | ---------------------------- | -------------- | ---------------- | -------- |
| 1  | 15-07-2024 | EFG Swiss Open Gstaad Gstaad | ATP 250   | 579 320 € | Terre (ext.) | Yuki Bhambri Albano Olivetti | Fabrice Martin | 3-6, 6-3, [10-6] | Parcours |

## Parcours dans les tournois duGrand Chelem

### En simple
| Année | Open d'Australie | Open d'Australie | Internationaux de France | Internationaux de France | Wimbledon       | Wimbledon      | US Open         | US Open            |
| ----- | ---------------- | ---------------- | ------------------------ | ------------------------ | --------------- | -------------- | --------------- | ------------------ |
| 2018  | —                | —                | Q1                       | Ruben Bemelmans          | —               | —              | 2e tour (1/32)  | Stanislas Wawrinka |
| 2019  | 1er tour (1/64)  | Jérémy Chardy    | 1er tour (1/64)          | Alexei Popyrin           | 1/8 de finale   | Novak Djokovic | 1er tour (1/64) | Marius Copil       |
| 2020  | 1er tour (1/64)  | John Millman     | 1er tour (1/64)          | Marc Polmans             | Annulé          | Annulé         | 2e tour (1/32)  | Matteo Berrettini  |
| 2021  | 2e tour (1/32)   | Nick Kyrgios     | 1er tour (1/64)          | Ričardas Berankis        | 1er tour (1/64) | Nick Kyrgios   | 1er tour (1/64) | Peter Gojowczyk    |
| 2022  | 1er tour (1/64)  | Richard Gasquet  | 1er tour (1/64)          | Emil Ruusuvuori          | 3e tour (1/16)  | David Goffin   | 1er tour (1/64) | Benjamin Bonzi     |
| 2023  | 3e tour (1/16)   | Holger Rune      | 2e tour (1/32)           | Lorenzo Sonego           | 1er tour (1/64) | Jason Kubler   | 1er tour (1/64) | Matteo Berrettini  |
| 2024  | 3e tour (1/16)   | Hubert Hurkacz   | 1er tour (1/64)          | Lorenzo Sonego           | 1/8 de finale   | Carlos Alcaraz | 2e tour (1/32)  | Francisco Comesaña |
| 2025  | 1/8 de finale    | Alexander Zverev | 2e tour (1/32)           | Jacob Fearnley           | 1er tour (1/64) | Gaël Monfils   |                 |                    |

N.B. : à droite du résultat se trouve le nom de l'ultime adversaire.

### En double messieurs
| Année | Open d'Australie                                                                   | Open d'Australie                                                                          | Internationaux de France                                                                | Internationaux de France                                                                | Wimbledon                                                                    | Wimbledon | US Open | US Open |
| ----- | ---------------------------------------------------------------------------------- | ----------------------------------------------------------------------------------------- | --------------------------------------------------------------------------------------- | --------------------------------------------------------------------------------------- | ---------------------------------------------------------------------------- | --------- | ------- | ------- |
| 2018  | —                                                                                  | —                                                                                         | 1er tour (1/32) A. Hoang \|\| style="text-align:left;" \| Guido Pella D. Schwartzman    | —                                                                                       | —                                                                            | —         | —       |         |
| 2019  | —                                                                                  | —                                                                                         | 1er tour (1/32) A. Mannarino \|\| style="text-align:left;" \| B. Bonzi A. Hoang         | 1er tour (1/32) Marius Copil \|\| style="text-align:left;" \| P.-H. Herbert Andy Murray | —                                                                            | —         |         |         |
| 2020  | 1er tour (1/32) F. Tiafoe \|\| style="text-align:left;" \| G. Barrère A. Mannarino | 1er tour (1/32) Hugo Gaston \|\| style="text-align:left;" \| Pablo Cuevas Feliciano López | Annulé                                                                                  | Annulé                                                                                  | —                                                                            | —         |         |         |
|       |                                                                                    |                                                                                           |                                                                                         |                                                                                         |                                                                              |           |         |         |
| 2022  | —                                                                                  | —                                                                                         | 1er tour (1/32) C. Lestienne \|\| style="text-align:left;" \| M. Granollers H. Zeballos | 1er tour (1/32) A. Mannarino \|\| style="text-align:left;" \| J. S. Cabal Robert Farah  | —                                                                            | —         |         |         |
| 2023  | —                                                                                  | —                                                                                         | —                                                                                       | —                                                                                       | 1er tour (1/32) J. Chardy \|\| style="text-align:left;" \| F. Martin A. Mies | —         | —       |         |

N.B. : le nom du partenaire se trouve sous le résultat ; les noms des ultimes adversaires se trouvent à droite.

## Parcours dans lesMasters 1000
| Année | Indian Wells         | Miami                 | Monte-Carlo           | Madrid                 | Rome                        | Canada               | Cincinnati           | Shanghai                | Paris                   |
| ----- | -------------------- | --------------------- | --------------------- | ---------------------- | --------------------------- | -------------------- | -------------------- | ----------------------- | ----------------------- |
| 2018  | —                    | —                     | —                     | —                      | —                           | —                    | —                    | —                       | 1er tour A. Mannarino   |
| 2019  | 1er tour M. Marterer | 1er tour M. McDonald  | —                     | —                      | —                           | —                    | —                    | —                       | 1er tour G. Dimitrov    |
| 2020  | n.o.                 | n.o.                  | n.o.                  | n.o.                   | 1/8 de finale D. Shapovalov | n.o.                 | 1er tour G. Dimitrov | n.o.                    | 1/4 de finale M. Raonic |
| 2021  | —                    | 3e tour M. Raonic     | 1er tour J. Millman   | 1er tour A. Karatsev   | 1er tour J. Sinner          | 2e tour S. Tsitsipás | 1er tour F. Tiafoe   | n.o.                    | —                       |
| 2022  | 1er tour H. Rune     | 2e tour A. Karatsev   | 1er tour P. Martínez  | 1er tour D. Shapovalov | —                           | —                    | —                    | n.o.                    | —                       |
| 2023  | 3e tour A. Rublev    | 2e tour M. Kecmanović | 1er tour L. Sonego    | 1er tour E. Ruusuvuori | 1er tour E. Ruusuvuori      | 2e tour T. Fritz     | 2e tour T. Paul      | 1/4 de finale A. Rublev | 2e tour A. Zverev       |
| 2024  | 3e tour T. Paul      | 3e tour D. Köpfer     | 1/4 de finale C. Ruud | 3e tour J.-L. Struff   | —                           | 2e tour N. Borges    | 1er tour J. Thompson | 3e tour G. Monfils      | Finale A. Zverev        |
| 2025  | 3e tour H. Rune      | 2e tour J. Fonseca    | 1er tour A. Popyrin   | 2e tour A. Müller      | 2e tour C. Moutet           | —                    | 2e tour F. Tiafoe    |                         |                         |

N.B. : sous le résultat se trouve le nom de l’ultime adversaire.

## Victoires sur le top 10
Toutes ses victoires sur des joueurs classés dans le top 10 de l'ATP lors de la rencontre.
| Légende               |
| Grand Chelem          |
| Jeux olympiques       |
| Masters 1000          |
| ATP 500               |
| ATP 250               |
| Coupe Davis / ATP Cup |

| #  | U.H.   | Tournoi     | Année | Surface      | Adversaire         | Rang | Tour   | Score              |
| -- | ------ | ----------- | ----- | ------------ | ------------------ | ---- | ------ | ------------------ |
| 1  | no 41  | Hambourg    | 2020  | Terre battue | Daniil Medvedev    | no 5 | 1/16   | 6-4, 6-3           |
| 2  | no 34  | Paris-Bercy | 2020  | Dur (int.)   | Stéfanos Tsitsipás | no 6 | 1/16   | 7-64, 66-7, 7-63   |
| 3  | no 31  | Halle       | 2021  | Gazon        | Alexander Zverev   | no 6 | 1/8    | 7-64, 3-6, 6-3     |
| 4  | no 31  | Halle       | 2021  | Gazon        | Andrey Rublev      | no 7 | Finale | 6-3, 7-64          |
| 5  | no 28  | Tokyo       | 2021  | Dur          | Stéfanos Tsitsipás | no 4 | 1/8    | 2-6, 7-64, 6-2     |
| 6  | no 35  | ATP Cup     | 2022  | Dur          | Daniil Medvedev    | no 2 | Poules | 65-7, 7-5, 7-62    |
| 7  | no 112 | Wimbledon   | 2022  | Gazon        | Casper Ruud        | no 6 | 1/32   | 3-6, 6-2, 7-5, 6-4 |
| 8  | no 36  | Pékin       | 2023  | Dur          | Andrey Rublev      | no 6 | 1/8    | 5-7, 6-3, 7-63     |
| 9  | no 34  | Shanghai    | 2023  | Dur          | Stéfanos Tsitsipás | no 6 | 1/16   | 6-4, 3-6, 7-5      |
| 10 | no 21  | Marseille   | 2024  | Dur (int.)   | Hubert Hurkacz     | no 8 | 1/2    | 6-4, 6-4           |
| 11 | no 18  | Dubaï       | 2024  | Dur          | Hubert Hurkacz     | no 8 | 1/4    | 3-6, 7-68, 6-3     |
| 12 | no 18  | Dubaï       | 2024  | Dur          | Daniil Medvedev    | no 4 | 1/2    | 7-5, 6-3           |
| 13 | no 18  | Paris-Bercy | 2024  | Dur (int.)   | Carlos Alcaraz     | no 2 | 1/8    | 6-1, 3-6, 7-5      |

## Classements ATP en fin de saison
| Année          | 2015 | 2016 | 2017 | 2018 | 2019 | 2020 | 2021 | 2022 | 2023 | 2024 |
| Rang en simple | 1015 | 1072 | 374  | 84   | 57   | 30   | 35   | 86   | 20   | 14   |
| Rang en double | –    | 1377 | 686  | 715  | 369  | 502  | 626  | 569  | –    | 360  |

Source : (en) Classements de Ugo Humbert sur le site officiel de la Fédération internationale de tennis